# Paraolinx typica
Paraolinx typica är en stekelart som först beskrevs av Howard 1895.  Paraolinx typica ingår i släktet Paraolinx och familjen finglanssteklar. Inga underarter finns listade i Catalogue of Life.